# Miriam Hyde
Miriam Hyde, née le 15 janvier 1913 à Adélaïde en Australie et morte le 11 janvier 2005, est une compositrice australienne de registre classique, professeur de musique et poétesse.
Elle a composé plus de 150 concertos pour piano, 50 chansons et autres morceaux instrumentaux pour orchestre. Elle intègre le Royal Collège of Music de Londres en 1935 comme pianiste concertiste dirigée par des chefs d'orchestre comme Sir Malcolm Sargent, Constant Lambert, Georg Schnéevoigt, Sir Bernard Heinze et Geoffrey Simon.
Elle a publié à compte d'auteur des livres de poésie et a écrit son autobiographie.

## Biographie
Miriam Hyde est née en Australie dans la ville d'Adélaïde, en 1913. La musique tenait une place importante dans la vie de sa famille : sa mère Muriel jouait et enseignait le piano, sa tante Clarice Gmeiner jouait du violon, de l'alto et de la harpe avec l'orchestre symphonique South Australian Symphony Orchestra, et sa jeune sœur Pauline chantait et jouait du violon. Très tôt elle bénéficie des leçons de musique dispensées par sa mère et en 1925, elle gagne une bourse d'études pour intégrer le Elder Conservatorium of Music situé à Adélaïde.
Après avoir obtenu son baccalauréat en musique en 1931, elle obtient la bourse d'études supérieures Elder et intègre le  Royal College of Music de Londres, qu'elle a fréquentée de 1932 à 1935. Ses professeurs étaient R.O. Morris et Gordon Jacob pour la composition, Howard Hadley et Arthur Benjamin pour le piano. Elle a remporté plusieurs prix de composition au collège, dont le Prix Cobbett. Durant ces années elle a également souffert d'un effondrement nerveux et sa mère s'est rendue à son chevet en Angleterre.
Miriam Hyde donne son premier récital à Holland Park (Londres) en 1933, Son premier concerto pour piano en mi-bémol mineur a été interprété en 1934 par le London Philharmonic Orchestra, avec pour chef d'orchestre Leslie Heward et elle-même comme soliste. En 1935, elle interprète le concerto pour piano n° 4 de Beethoven sous la direction de Malcolm Sargent, et son propre concerto pour piano n° 2 avec le London Symphony Orchestra dirigé par Constant Lambert. Elle rencontre Rachmaninov, Stravinsky, Prokofiev, Yehudi Menuhin et Elisabeth Schumann.
Elle retourne à Adélaïde en 1936 et peu de temps après déménage à Sydney, où elle a travaillé pendant plusieurs décennies en tant que compositrice, récitaliste, enseignante, examinatrice et conférencière. C'est à cette époque qu'elle rencontre Marcus Edwards, qui devait devenir son époux en 1939 et le père de ses deux enfants, Christine (1950) et Robert (1951). Son époux a été fait prisonnier de guerre allemand après avoir été capturé en Crète. Hyde reste en Australie, enseigne à Adélaïde puis retourne à Sidney à la fin des hostilités. Sa sonate en sol mineur pour piano (1941-1944) est la représentation des années de guerre.
Ses œuvres majeures de l'après-guerre comprennent le Happy Occasion Overture (1957), Kelso Overture (1959), Sonata for Clarinet (1949), String Quartet in E minor (1952), Sonata for Flute (1962) et ses deux trios pour vents et piano (1948, 1952). Son œuvre la plus connue est la pièce pour piano Valley of Rocks (en) (1975).
Miriam Hyde travaille pour la commission australienne des examens de musique (Australian Music Examinations Board), de 1945 à 1982 et apporte sa contribution au conseil consultatif pour la Nouvelle-Galles du sud. Son rôle d'examinatrice et d'éducatrice en ateliers consiste à ramasser, corriger et noter les copies d'examens, conseiller sur le contenu du programme.
Elle est l'auteur de manuels éducatifs, de manuels de déchiffrage et de traités pour adultes débutants.
Sa poésie était complémentaire à sa musique. Elle a écrit près de 500 poèmes, dont certains ont été mis en musique.
En 1981, elle a reçu le titre d'officier de l'ordre de l'Empire britannique et en 1991, elle a été nommée officier de l'ordre de l'australie. En 1993, elle s'est vu décerner un doctorat honorifique par l'université Macquarie et en 2004, elle reçoit une distinction pour services rendus à la musique australienne par la prestigieuse australian performing right association et l'australian music center  lors des classical music awards.
En sa qualité de présidente de l'association des enseignants en musique du sud australie (MTASA), elle crée le Miriam Hyde Award. Entre 1960 et 1991, elle a siégé au conseil de l'association des enseignants en musique de la nouvelle galles du sud et par la suite elle en fut la marraine.
En 1991, son autobiographie paraît sous le titre Complete accord (Sydney, Currency Press, 1991  (ISBN 9780868192383)).
Elle a célébré son 80e anniversaire en 1993 en donnant une série de récitals à travers le pays. À l'âge de 89 ans, elle donne une dernière représentation de son concerto pour piano n°2 avec l'Orchestre Symphonique Strathfield dirigé par Solomon Bard. Son 90e anniversaire en 2003 était marqué par les concerts et émissions télévisuelles à travers toute l'australie.
À partir du milieu des années 1990 et après sa mort survenue en 2005, la Keys Press (Perth) et Wirripang Pty Ltd (Wollongong) ont publié plus de 100 partitions manuscrites pour piano, musique de chambre et voix,.
Miriam Hyde s'est éteinte en 2005 quelques jours avant son 92è[pas clair] anniversaire.

## Musique
Miriam Hyde compose un grand nombre d'œuvres pour orchestres, concertos pour piano, chansons d'art, musiques de chambre, de nombreux solos pour piano ou flûtes. Elle compose dans un style pastoral du début du XXè siècle, jusqu'à atteindre une remarquable alchimie entre l'impressionnisme  avec le post romantisme.
Valley of Rocks, solo de piano composé en 1975 est son morceau le plus connu. Ses concerto pour piano no 1 en mi-bémol mineur (1933), concerto pour piano no 2 en do-dièse mineur (1935) et Village Fair (1943) pour orchestre sont les plus diffusés de ses œuvres majeures.
Miriam Hyde cesse de composer à la mort de son époux en 1995.
Sa composition la moins connue est l'étrange reflected reeds (1956) avec ses accords évoquant les paysages de Sydney ondulant sous la bruine.
Miriam Hyde cesse de composer à la disparition de son époux en 1995 
- exploit. fantaisie pour trio avec piano[Quoi ?]

## Compositions
L'écriture sous forme poétique est aussi importante pour Miriam Hyde que la composition musicale. Dans une interview filmée en 1992, elle révèle que le choix de la forme poétique ou musicale est souvent un hasard, selon son ressenti du moment.
Trois recueils de ses poésies sont publiés par le Economy Press, Adélaïde : The Bliss of Solitude (1941), A Few Poems (1942) and Dawn to Dusk (1947?),. Elle écrit seule son autobiographie intitulée complete accord, éditée par currency press en 1991. Elle fait don des royalties à la bourse Elder des aînés[Quoi ?], qu'elle avait obtenue en 1931.